# بير داهل (عالم موسيقى)
بير داهل (بالنرويجية البوكمول: Per Dahl)‏ هو عالم موسيقى نرويجي، ولد في 1952.